# Saryözek
Saryözek är en ort i Kazakstan.   Den ligger i oblystet Almaty, i den sydöstra delen av landet, 900 km sydost om huvudstaden Astana. Saryözek ligger 932 meter över havet och antalet invånare är 13 930.
Terrängen runt Saryözek är huvudsakligen platt, men åt sydost är den kuperad. Runt Saryözek är det mycket glesbefolkat, med 5 invånare per kvadratkilometer. Trakten runt Saryözek består i huvudsak av gräsmarker.